# Новоуспенське (Ветлузький район)
Новоуспенське (рос. Новоуспенское) — село в Ветлузькому районі Нижньогородської області Російської Федерації.
Населення становить 259 осіб. Входить до складу муніципального утворення Новоуспенська сільрада.

## Історія
Від 2009 року входить до складу муніципального утворення Новоуспенська сільрада.

## Населення
| 1999 | 2002 | 2010 |
| ---- | ---- | ---- |
| 337  | ↘314 | ↘259 |